# George Van Biesbroeck
Georges "George" Achille Van Biesbroeck (Gent, 21 januari 1880 - Tucson, 23 februari 1974) was een Vlaams astronoom die het grootste gedeelte van zijn wetenschappelijke carrière in de Verenigde Staten uitbouwde.
Hij studeerde af als burgerlijk ingenieur aan de Rijksuniversiteit Gent in 1902. Hij was verbonden aan de sterrenwachten in Ukkel, Heidelberg en Potsdam. In 1916 werd hem een positie aangeboden aan het Yerkes Observatory van de Universiteit van Chicago in de omgeving van Chicago waaraan hij tot na zijn pensioen in 1945 verbonden bleef. Hij zou Yerkes Observatory pas in 1963 verlaten, toen hij nog een nieuwe opdracht aanvaardde bij Gerard Kuiper aan het Lunar and Planetary Laboratory van de Universiteit van Arizona in Tucson, Arizona. Deze opdracht zou hij enkele maanden voor zijn overlijden in 1974 pas staken. Ook na zijn overlijden verschenen nog enkele jaren nieuwe papers ingediend bij wetenschappelijke tijdschriften.
George Van Biesbroeck zoals hij zich in de Verenigde Staten noemde, is de ontdekker van 3 kometen en 16 planetoïden, die hij tussen 1922 en 1939 liet registreren.
Hij verwierf het Amerikaans staatsburgerschap in 1922. Hij was gehuwd en liet drie kinderen na.
In 1957 ontving Van Biesbroeck voor zijn wetenschappelijk verdiensten de James Craig Watson Medal.
Er zijn een planetoïde (1781 Van Biesbroeck), een inslagkrater op de maan, een berg bij de McDonald Observatory in Fort Davis, Texas en een ster naar hem genoemd, Van Biesbroeck's ster, Gliese 752B.
Sinds 1979 werd door zijn stichting een George Van Biesbroeck Prize uitgereikt aan wetenschappers met uitzonderlijke carrières in de astronomie. Sinds 1997 wordt de prijs uitgereikt door de American Astronomical Society.
- Digitale Bibliotheek voor de Nederlandse Letteren: bies035
- Gemeinsame Normdatei: 1089741545
- International Standard Name Identifier: 0000 0000 5045 030X
- Library of Congress Control Number: n2005002982
- Nederlandse Thesaurus van Auteursnamen: 097443948
- SNAC: w6988bvr
- Système universitaire de documentation: 232568650
- Virtual International Authority File: 6795423
- WorldCat: E39PBJp4YHkJBCPtRKpkpCPvpP